# Opuntia microdasys

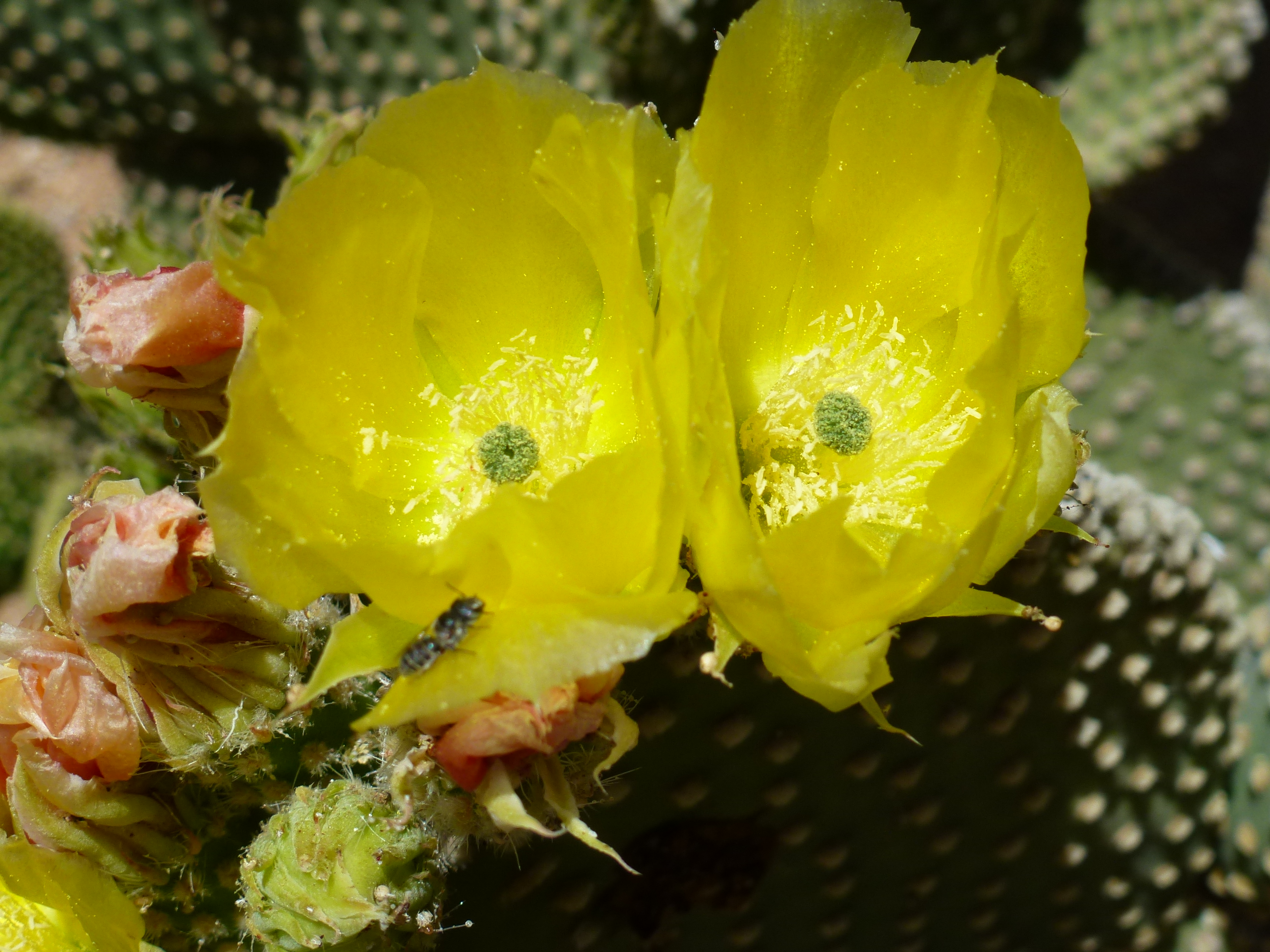
Blüten

Opuntia microdasys ist eine Pflanzenart in der Gattung der Opuntien (Opuntia) aus der Familie der Kakteengewächse (Cactaceae). Das Artepitheton microdasys leitet sich von den griechischen Worten mikros für ‚klein‘ sowie dasys für ‚haarig‘ ab und verweist auf die feinen, dichten Glochiden und die fehlenden Dornen der Art. Spanische Trivialnamen sind „Cegador“, „Nopal cegador“ und „Nopalillo Cegador“.

## Beschreibung
Opuntia microdasys wächst strauchig und stark verzweigt. Sie bildet niedrige Polster mit einer Wuchshöhe von bis zu 1 Meter. Die länglichen bis runden, blassgrünen Triebabschnitte sind fein behaart und werden 8 bis 15 Zentimeter lang. Die auffallenden, großen, runden Areolen stehen dicht beieinander. Sie tragen zahlreiche goldgelbe oder bräunliche Glochiden. Dornen fehlen für gewöhnlich, nur sehr selten ist einer vorhanden.
Die gelben Blüten besitzen einen rötlichen Farbton und erreichen bis 4 Zentimeter Durchmesser. Die kugelförmigen, dunkelroten Früchte sind mit vielen Areolen bedeckt, die dichte Glochiden tragen.
Die Chromosomenzahl beträgt 2n = 22.

## Verbreitung, Systematik und Gefährdung
Opuntia microdasys ist in der mexikanischen Chihuahua-Wüste weit verbreitet. Das Verbreitungsgebiet erstreckt sich südlich bis in den Bundesstaat Hidalgo.
Die Erstbeschreibung als Cactus microdasys erfolgte 1827 durch Johann Georg Christian Lehmann. Ludwig Georg Karl Pfeiffer stellte sie 1837 in die Gattung Opuntia.
In der Roten Liste gefährdeter Arten der IUCN wird die Art als „Least Concern (LC)“, d. h. als nicht gefährdet geführt. Die Entwicklung der Populationen wird als stabil angesehen.

## Nachweise